# Благой Иванов
 Тази статия е за българския комунистически функционер.  За спортиста вижте Благой Иванов – Багата.  
Благой Евтимов Иванов – Коста е участник в комунистическото съпротивително движение по време на Втората световна война, деец на БРП (к), политик и офицер, генерал-лейтенант.

## Биография
Благой Иванов е роден на 6 август 1898 г. в село Клисура, Трънско, тогава в България, днес в Сърбия. Завършва Школата за запасни офицери с военен чин подпоручик и участва в Първата световна война, а през 1918 г. и във Владайското въстание. Член е на Българската комунистическа партия от 1919 г. Активно се включва в подготовката и провеждането на Септемврийското въстание (1923). След поражението му емигрира в Югославия. В 1925 г. е осъден задочно на смърт, поради което емигрира в СССР. Там завършва университет и военни курсове. Приет е за член на ВКП (б). През 1935 г. се завръща в България и става член на Софийския окръжен комитет на БКП.
През 1937 – 1938 г. е интербригадист в Испанската гражданска война. Участва като доброволец в Отечествената война на Съветския съюз от 1941 до 1943 г.
Участва в комунистическото съпротивително движение по време на Втората световна война. По решение на Задграничното бюро на БРП (к) през 1943 г. става член на Главния щаб на т. нар. Народоосвободителна въстаническа армия (НОВА). Партизанин от Втора софийска народоосвободителна бригада. От юли 1944 г. до 1951 г. е член на ЦК на БРП (к) (БКП). Един от основните организатори и ръководители на преврата на 9 септември 1944 г. Бил е член на националния съвет на Отечествения фронт. Генерал-майор от септември 1944, а от май 1945 и генерал-лейтенант.
В началото на декември 1944 година, след неуспешния опит на военния министър Дамян Велчев да защити военните от Наредбата-Закон за Народния съд, комунистите установяват контрол над ключови постове в армията и Иванов е назначен за заместник-министър на войната.
По-късно е главен директор на трудовата повинност. Помощник-министър и министър на строежите и пътищата.
В нощта на 2 срещу 3 август 1950 година Благой Иванов ръководи мащабна акция на режима, при която хиляди хора във Видинско и Кулско са взети от домовете им и изселени в различни части на страната. Целта е да се предизвика страх сред местното население, което оказва упорита съпротива срещу колективизацията. По време на акцията Иванов лично пребива селяни от Цар-Петрово, отказващи да влязат в създаденото от режима Трудово кооперативно земеделско стопанство.
Благой Иванов умира на 31 октомври 1951 година в София.